# Свято-Стефанівська церква

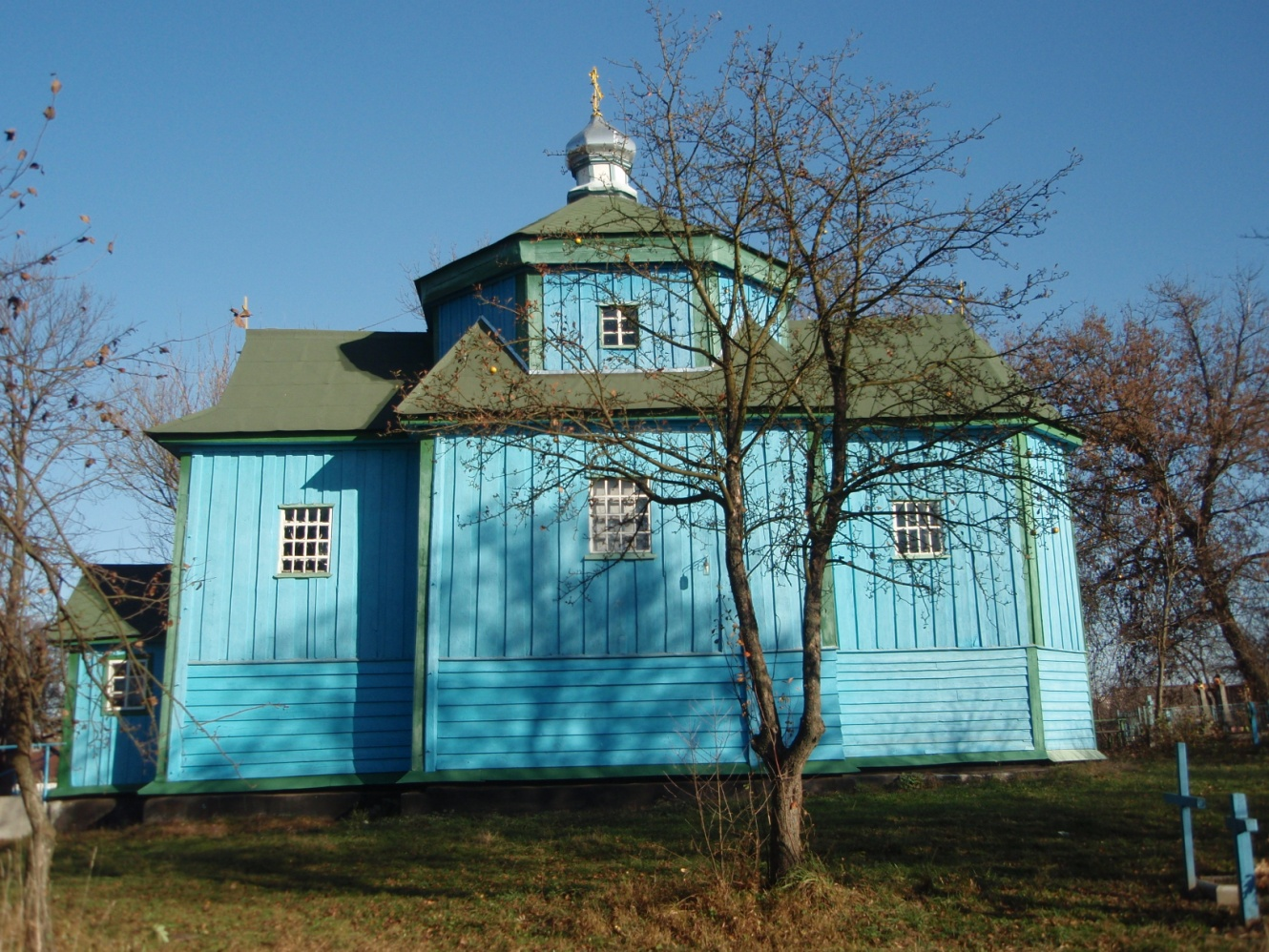
Свято-Стефанівська церква у селі Зубарі

### Архітектурна пам'ятка України 19 ст.
село Зубарі  Шепетівський район Хмельницька область

#### Історія
Дерев'яна церква Першомученика архидиякона Стефана з дзвіницею збудована1791 року за зразком храмів XVIII ст. [Літописи церковні Балтського повіту Подільської губернії 1866-1899. Ч. 1/ упоряд. та переди. Р. Нагнибіда. - Дрогобич: Коло 2018. - 463 с.: іл.]
Це чинна церква, що зуміла зберегтися протягом трьох століть. 
До 1839 року була в підпорядкуванні Заславського деканату Луцько-Острозького владицтва Української Греко-Католицької церкви.
У 1930-тих роках, за словами старожилів села, ймовірно з церкви було вилучено церковне начиння, а церкву зачинено. Ікони, що були у церкві , селяни забрати та  зберігали у своїх домівках. 
У роки Другої світової війни богослужіння в церкві не проводилося, а її приміщення використовували як склад для збереження зерна. Невідомо коли була розібрана дзвіниця, яка стояла в південно-східній частині церковного двору.
Пізніше прихожани повернули у церкву старі ікони, а новий іконостас облаштували історичними дияконськими північними  дверима з зображенням святого Василя Великого та дияконськими південними  дверима з зображенням святого Івана Золотоустого з іконостасу часів будівництва церкви.

#### Архітектурні особливості
Церква стоїть у центрі села Зубарі, біля дороги і цвинтаря. Вівтарем орієнтована до південного сходу. Церква тризрубна одноверха на кам'яному фундаменті. Має дерев'яну прибудову з півночі вівтаря. З заходу до бабинця прилягає дещо вужчий присінок. Пропорції церкви виразно вертикальні. Загальна площа церковної території складала на XIX ст. 1 десятина 602 сажені. 
Була в користуванні православної громади УПЦ Московського патріархату до 2023 року.
У лютому 2023 року Зубарівська релігійна громада приєдналася до Православної Церкви України.
Належить до пам'яток архітектури місцевого значення. [Слободян В. Каталог існуючих дерев'яних церков України і українських етнічних земель.- Вісник ін-ту Укрзахідпроектреставрація, 1996 р., т.4, с.137 ]